# Contea di Changgang
Changgang (장강군?, 長江郡?, Changgang-kunLR) è una contea della provincia nordcoreana del Chagang.